# Roger Fenton
Roger Fenton (Lancashire, 20 de març de 1819 – 8 d'agost de 1869) fou un fotògraf anglès. Va ser un dels primers fotògrafs de guerra.

## Biografia

### Formació i primers anys
Roger Fenton va néixer a Heywood (comtat de Lancashire, Gran Bretanya). El seu avi era un ric cotoner de Lancashire i banquer, i el seu pare un banquer i membre del Parlament. Fenton va ser el quart de set fills del primer matrimoni del seu pare. Aquest en va tenir deu més de la seva segona dona.
El 1838 Fenton va assistir al University College de Londres on es va graduar el 1840 amb una llicenciatura en art, havent estudiat anglès, matemàtiques, literatura i lògica. Va estudiar dret a París el 1841, mentre s'aficionava a la fotografia i cursava estudis d'art amb Paul Delaroche. A Yorkshire el 1843 Fenton es va casar amb Grace Elizabeth Maynard, presumiblement després del seu primer viatge a París (el seu passaport li va ser lliurat el 1842). Quan es va registrar es va matricular com a copista al Museu del Louvre el 1844 va dir que el seu mestre era el retratista i pintor d'història Michel Martin Drolling, qui ensenyava a l'Ecole des Beaux-Arts, però el nom de Fenton no apareix als arxius d'aquesta escola. A la seva tornada a Londres, Roger s'establix com advocat i on va continuar estudiant pintura sota la tutela del pintor d'història Charles Lucy, qui es va convertir en el seu amic i amb qui, començant el 1850, va servir en el consell de la North London School of Drawing and Modelling. El 1849, 1850, i 1851 va exposar pintures a les exposicions anuals de la Royal Academy of Arts.

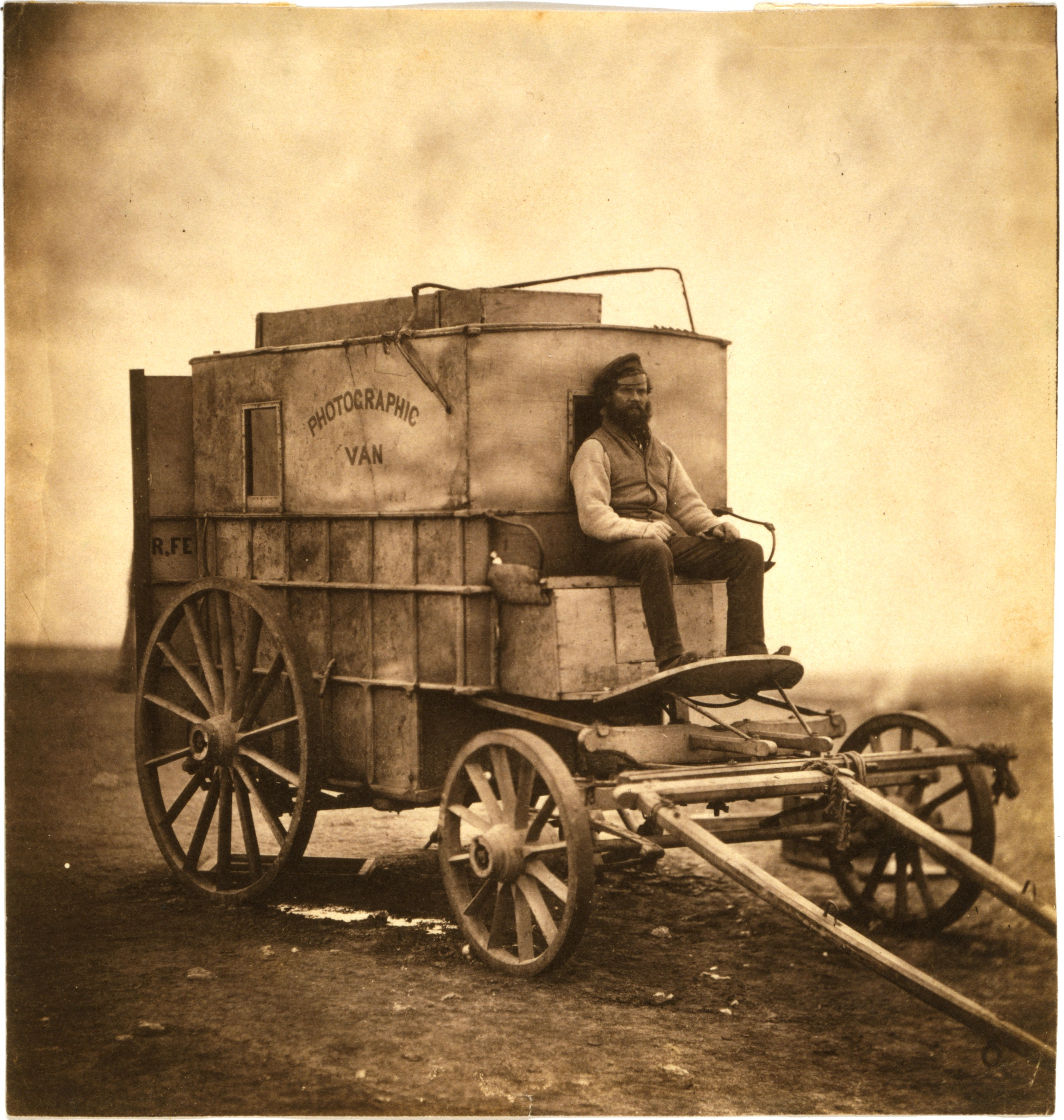
Marcus Sparling al furgó fotogràfic de Fenton Crimea, 1855.

Fenton va visitar la Gran Exposició a Hyde Park a Londres el 1851 i va quedar impressionat per les fotografies que allà s'exhibien. Aleshores va visitar París, per aprendre el procés de calotip sobre paper encerat, molt probablement amb Gustave Le Gray. Per l'any 1852 havia exposat fotografies a Anglaterra, i va viatjar a Kíev, Moscou i Sant Petersburg fent allà calotips, i fotografiant vistes i arquitectura al voltant de Gran Bretanya. Va publicar una convocatòria pública per a l'establiment d'una societat fotogràfica.
Va exposar les seves fotografies a Londres i la seva fama va créixer enormement, fins i tot la família real anglesa parlava d'ell, arribant a ser el fotògraf de la cort. El 1853 funda la Photographic Society of London, que passaria a ser la Royal Photographic Society of Great Britain sota el patrocini del príncep Albert.
Fenton és considerat com el primer fotògraf de guerra per la seva obra durant la Guerra de Crimea, per la qual cosa va usar un estudi mòbil nomenat un «furgó fotogràfic» juntament amb el seu ajudant Marcus Sparling. En reconeixement de la seva importància, les fotografies de Fenton sobre la Guerra de Crimea es van incloure a la col·lecció, «100 fotografies que van canviar el món», de la revista Life.

## Guerra de Crimea

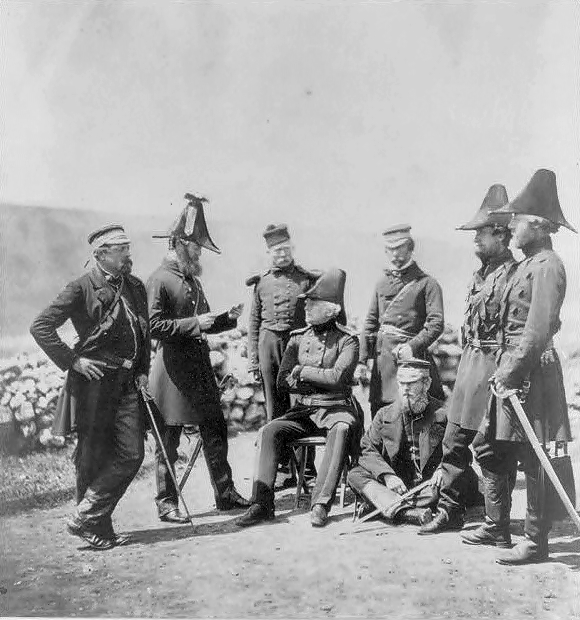
Guerra de Crimea, Gen Brown i els seus soldats. Fotografia de Roger Fenton

El seu major èxit va ser l'expedició a la Guerra de Crimea, el 1855, finançada per l'Estat a canvi de què no mostrés els horrors que provoquen els conflictes bèl·lics, així aconseguia que els familiars dels soldats i la ciutadania no es desmoralitzaran. Va ser un treball molt dur per Fenton, ja que a causa de la calor, part del material fotogràfic s'inflamava i a més obligava als soldats a romandre en poses durant diversos segons a pesar de les altes temperatures. Malgrat el clima advers, de fracturar-se diverses costelles i patir el còlera, va aconseguir fer 350 negatius de gran format útils. Una exposició de 312 fotografies es va celebrar de seguida a Londres. Les vendes no van ser tan altes com esperava, possiblement perquè la guerra havia acabat. Segons Susan Sontag, a la seva obra Davant el dolor dels altres (2003), Fenton va ser enviat a la Guerra de Crimea com el primer fotògraf oficial de guerra per insistència del príncep Albert de Saxònia-Coburg. Les fotografies produïdes serien utilitzades per contrarestar l'aversió general del poble britànic a una guerra impopular, i per compensar els relats antibèl·lics de The Times. Les fotografies es van convertir en planxes xilogràfiques i es van publicar a la revista menys crítica The Illustrated London News així com en forma d'àlbum, i van ser mostrades en una galeria. El resultat d'aquesta expedició va ser una visió molt suau de la guerra, sense morts ni mutilats, els alts comandaments com grans homes i els soldats rasos en descans o entreteniments.
A causa de la mida i la naturalesa molesta de l'equipament fotogràfic, Fenton estava limitat en la seva elecció de motius. A més a més, a causa del material no gaire fotosensible de la seva època, només va ser capaç de produir fotografies d'objectes estàtics, en la seva gran part fotografies de pose.
Però també va fotografiar el paisatge, incloent una zona propera al lloc on va ser emboscada la Brigada Lleugera -esdevinguda famosa pel poema d'Alfred Tennyson La càrrega de la Brigada Lleugera-, nomenat La Vall de la Mort; tanmateix, les fotografies de Fenton es van prendre en la vall de nom similar «La Vall de l'Ombra de la Mort». Fenton va prendre dues fotografies d'aquesta zona: una amb diverses bales de canó a la carretera, l'altra amb una carretera buida. S'ha determinat recentment que la fotografia sense les bales de canó va ser presa primer. Tanmateix, els experts no es posen d'acord en determinar qui va posar les bales de canó a la carretera en la segona imatge -van ser col·locades deliberadament a la carretera per Fenton per realçar la imatge, o hi havia soldats al procés d'allunyar-les per tornar a utilitzar-les?–.

## Darrers anys
Sense desanimar-se per la falta d'èxit comercial de les seves fotografies de Crimea, Fenton va continuar prenent imatges amb interès de millorar el seu art, va viatjar per tota Anglaterra prenent vistes de paisatges i el 1858 Fenton va fer treballs de gènere en el seu estudi, basant-se en imaginatives idees romàntiques sobre la vida musulmana, com l'«Odalisca asseguda», fent servir amics i models que no sempre eren convincents en els seus papers. Amb el pas del temps, la fotografia es va fer més accessible i molts van voler emprar-la com a negoci baixant els seus preus, Fenton procedent d'una família benestant va menysprear a aquests fotògrafs comercials, i pretenia que les seves imatges exclusives fossin venudes a bon preu. Aquest parer el va portar a enfrenar-se amb alguns companys que volien rebaixar el seu art i també amb la Societat Fotogràfica la qual creia que qualsevol fotògraf podia explotar el seu talent al mercat com volgués. A això es va unir el desencant que el va provocar el comitè organitzador de l'Exposició Internacional de Londres l'any 1862, quan va anunciar que la fotografia no es col·locaria al costat de les altres belles arts, sinó que seria a la secció de maquinària i instruments per a professionals, ja que la fotografia la considerava com un ofici.
El 1863, Fenton va vendre el seu equip fotogràfic i va tornar a exercir com a advocat. Va morir el 2 d'agost 1869 a la seva casa de Potter's Bar, Hertfordshire, després d'una setmana de malaltia -amb cinquanta anys-. La seva esposa va morir el 1886. Les seves tombes van ser destruïdes el 1969, quan l'església de Potter's Bar, on havien estat enterrats, va ser dessacralitzada i demolida.
Diverses fotografies de Fenton, incloent les dues versions del «La Vall de l'Ombra de la Mort» estan publicades en The Ultimate Spectacle: A Visual History of the Crimean War (L'espectacle definitiu: una història visual de la Guerra de Crimea) per Ulrich Keller (ISBN 90-5700-569-7) (2001).

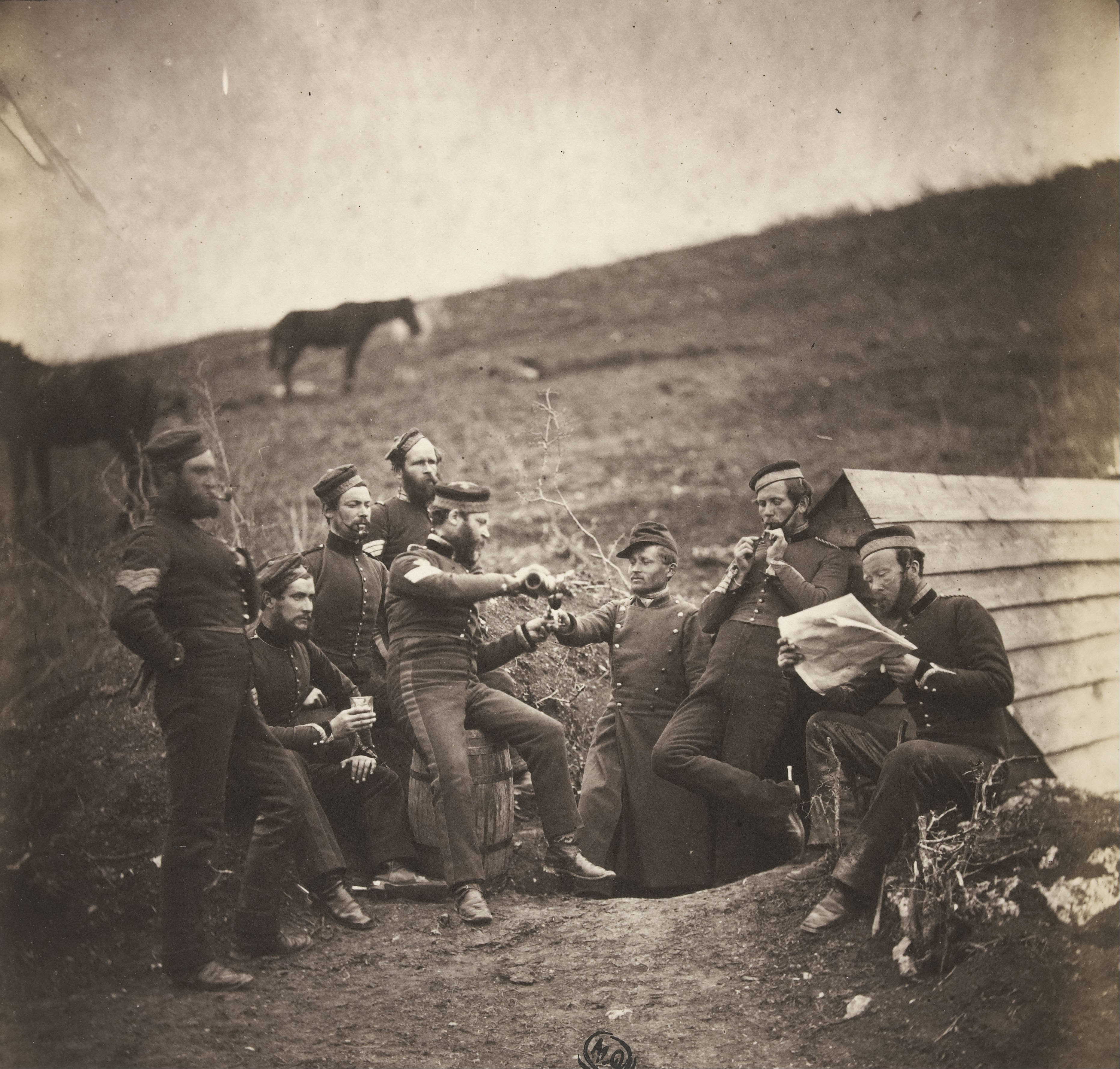
L'Entente cordiale (1855)
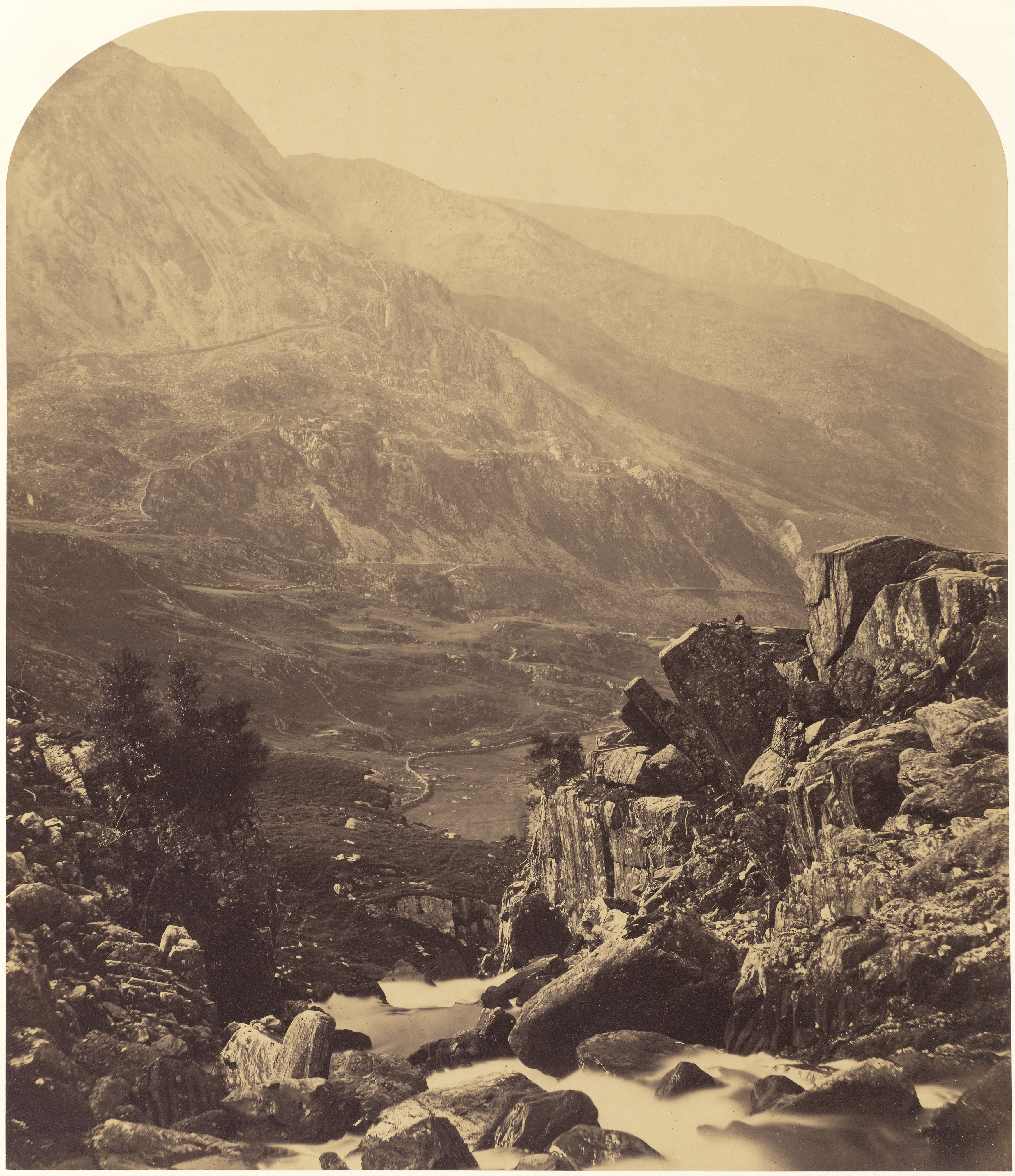
View from Ogwen Falls into Nant Ffrancon (1857)
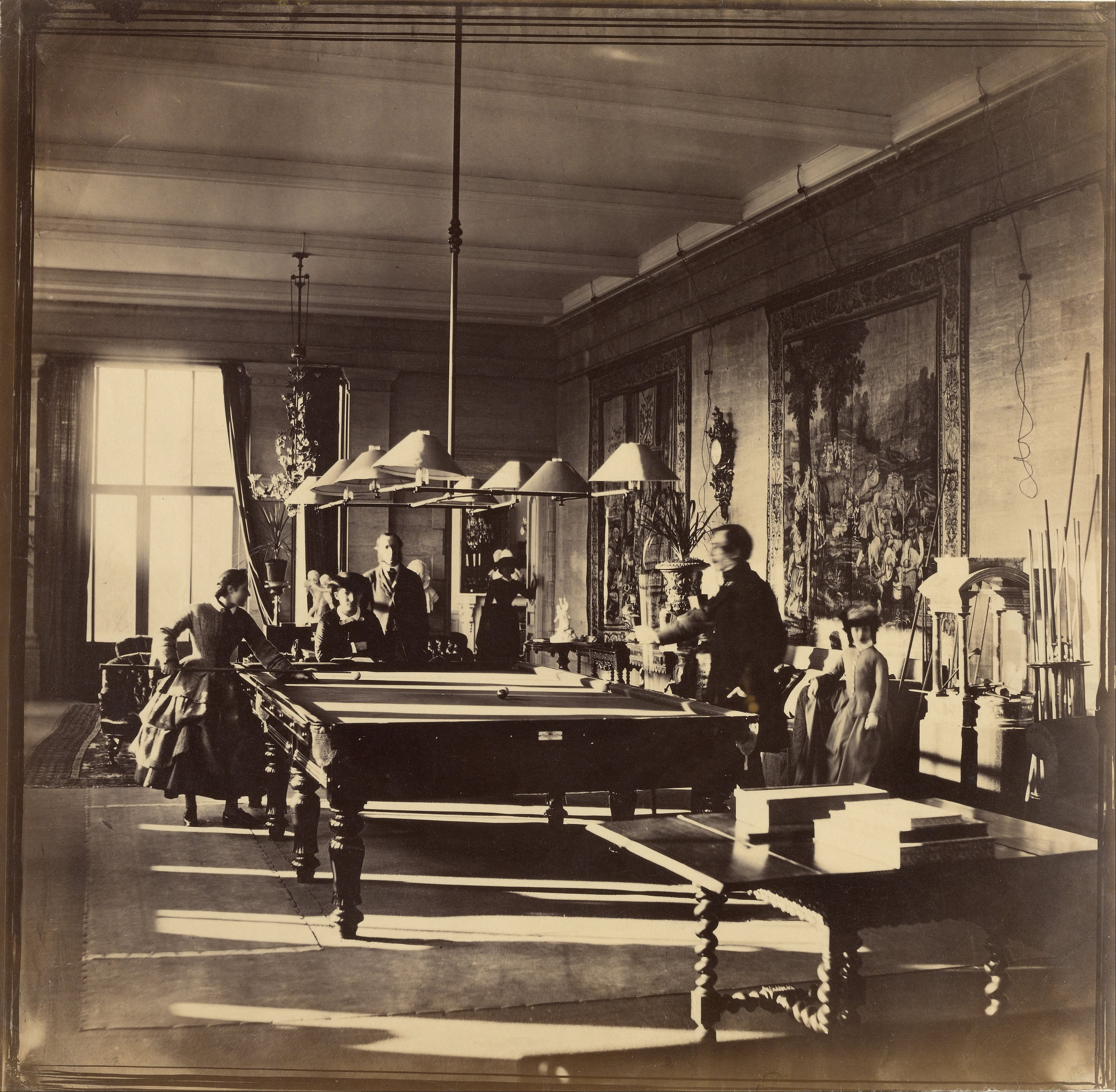
The Billiard Room, Mentmore (c.1858)
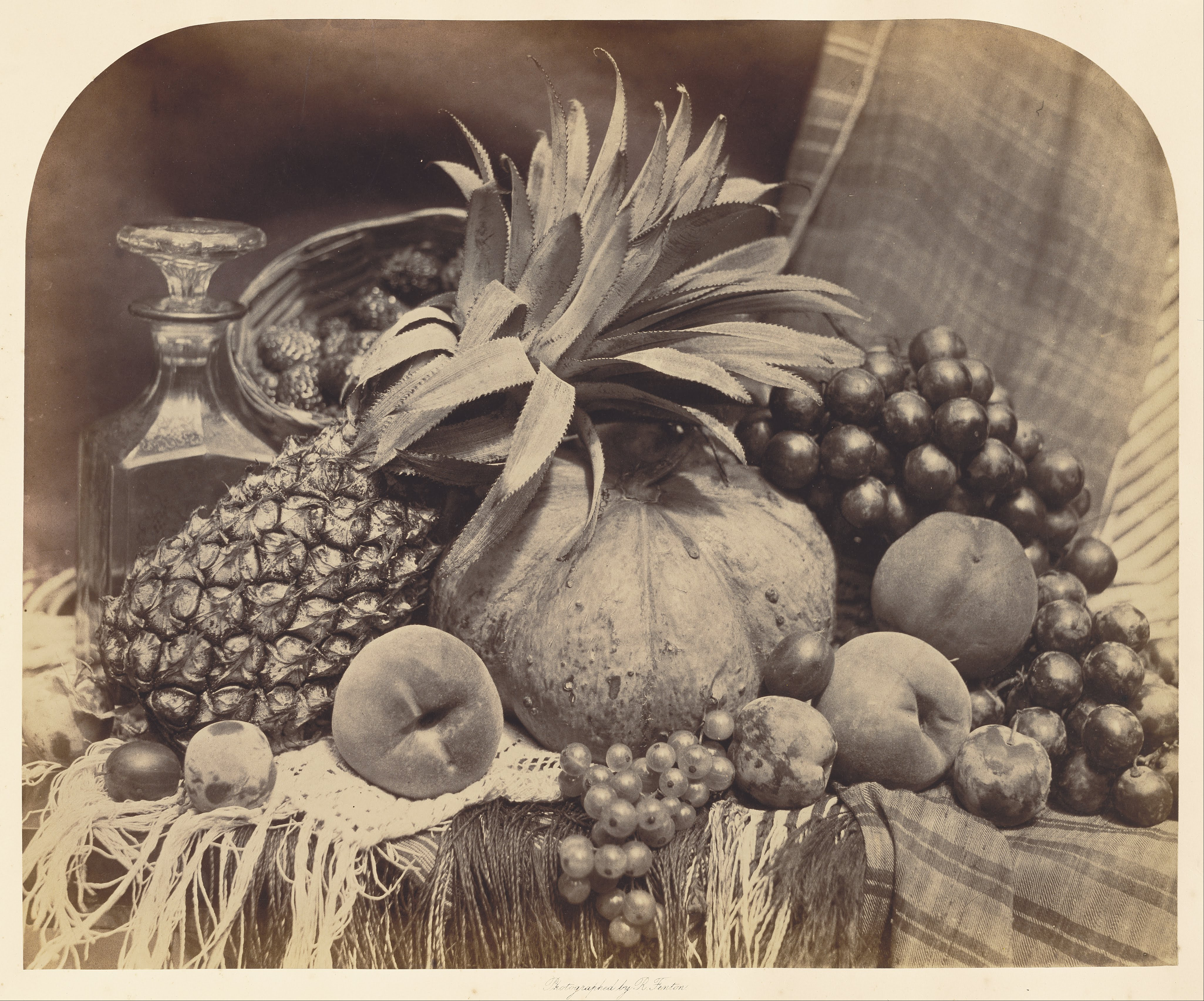
Still Life with Fruit and Decanter (1860)